# SWD Eagles
South Western Districts Eagles, conocido como SWD Eagles, es un equipo profesional de rugby ubicado en la ciudad de George, en la Provincia Occidental del Cabo, Sudáfrica. Participa anualmente en la Currie Cup y en las diferentes competencias nacionales.
Fue representado por los Southern Kings en el Pro14, que actualmente fueron excluidos de la competencia.

## Historia
Fue fundada en 1899, hasta el año 1995 mantuvo el nombre de South Western Districts, desde ese año se denominaron SWD Eagles.
Desde el año 1914 participa en la principal competición entre clubes provinciales de Sudáfrica, donde ha obtenido varios campeonatos de segunda división
Ha enfrentado a los British and Irish Lions en 7 ocasiones perdiendo en todas, además ha derrotado a las selecciones de Argentina, Irlanda e Italia,

## Palmarés
- Currie Cup First Division (3): 2002, 2007, 2018

- Bankfin Trophy (1): 1995

- Raads Trophy (1): 1994